# Муланд (Ајова)
Муланд (енгл. Moorland) град је у америчкој савезној држави Ајова. По попису становништва из 2010. у њему је живело 169 становника.

## Демографија
Према попису становништва из 2010. у граду је живело 169 становника, што је -28 (-14.2%) становника више него 2000. године.
| Група             | 2000.       | 2010.       |
| Белци             | 191 (97,0%) | 165 (97,6%) |
| Афроамериканци    | 0 (0,0%)    | 0 (0,0%)    |
| Азијати           | 0 (0,0%)    | 0 (0,0%)    |
| Хиспаноамериканци | 4 (2,0%)    | 3 (1,8%)    |
| Укупно            | 197         | 169         |